# Deportações na segunda presidência de Donald Trump
Donald Trump continuou as deportações de imigrantes nos Estados Unidos após assumir o cargo para um segundo mandato. A agenda de Trump prometia lançar "o maior programa de deportação da história dos Estados Unidos", mas os números reais de prisões e deportações pelo ICE sob Trump ficaram aquém dos da administração Biden.
Em 23 de janeiro de 2025, o Imigração e Fiscalização Aduaneira dos Estados Unidos (ICE) passou a realizar batidas em cidades-santuário, com centenas de imigrantes ilegais detidos e deportados. A administração Trump reverteu a política anterior e autorizou o ICE a invadir escolas, hospitais e igrejas. O uso de voos de deportação pelos Estados Unidos gerou reações negativas de alguns governos estrangeiros, especialmente da Colômbia. A administração Trump também discutiu a possível reabertura do campo de detenção da baía de Guantánamo para encarcerar migrantes. O uso da Baía de Guantánamo acarreta um grande custo financeiro. A manutenção do campo de detenção da Baía de Guantánamo custou historicamente "meio bilhão de dólares por ano". Apesar dos recursos investidos, a Baía de Guantánamo tem se mostrado prejudicial à saúde dos detidos devido ao dano reputacional para os Estados Unidos. Isso gerou controvérsia sobre como apoiar a "proteção dos direitos humanos e das liberdades fundamentais" dos detidos.
O temor de batidas do ICE afetou a agricultura, Construção e a Indústria da hospitalidade. e o Centro de Pesquisas Pew estimou que a população total de imigrantes indocumentados nos EUA era de 11 milhões em 2022. Trump havia discutido deportações em massa durante sua campanha presidencial em 2016, durante sua primeira presidência, e em sua campanha de 2024. Na época de sua primeira campanha, aproximadamente um terço dos americanos apoiava a ideia — mas, no início de seu segundo mandato, oito anos depois, a opinião pública havia mudado, com a maioria dos americanos acreditando que todos os imigrantes ilegais deveriam ser deportados.

## Contexto
Em janeiro de 2025, veículos de imprensa notaram que, em 35% dos casos de imigração, os réus não compareciam, mesmo havendo uma ordem de deportação. Cerca de 3,5 milhões de casos de imigração estavam pendentes no final do ano de 2024.

### Campanha de 2016
Em agosto de 2015, durante sua campanha de 2016, Trump propôs a deportação em massa de imigrantes ilegais como parte de sua política de imigração. Durante sua primeira reunião de campanha em Derry, New Hampshire, Trump afirmou que, se vencesse a eleição, então, no "primeiro dia de minha presidência, eles sairiam, e sairia rápido."
Trump propôs uma "Força de Deportação" para executar esse plano, inspirada no programa da década de 1950, Operação Wetback, durante a administração de Dwight D. Eisenhower que foi encerrado após uma investigação do Congresso.
Em junho de 2016, Trump afirmou no Twitter que "nunca gostei do termo 'deportação em massa' da mídia — mas devemos fazer cumprir as leis do país!" Mais tarde, em junho, Trump afirmou que não caracterizaria suas políticas de imigração como incluindo "deportações em massa". Contudo, em 31 de agosto de 2016, contrariando relatos anteriores de uma "amenização" de sua posição, Trump apresentou um plano de 10 passos reafirmando suas posições rigorosas. Reiterou que "qualquer pessoa que tenha entrado ilegalmente nos Estados Unidos está sujeita à deportação", com prioridade para aqueles que cometeram crimes significativos e para os que ultrapassaram o tempo de permanência dos vistos. Observou que todos os que buscam a legalização teriam que retornar para casa e reentrar no país legalmente.

### Primeira presidência (2017–2021)
Durante a primeira presidência de Donald Trump, o número de imigrantes ilegais deportados diminuiu drasticamente. Embora, durante seu mandato, o Serviço de Imigração e Fiscalização Aduaneira dos Estados Unidos tenha realizado centenas de batidas em locais de trabalho e enviado ordens de remoção para famílias, não deportou tantos imigrantes ilegais quanto ocorreu durante a presidência de Obama. Nos primeiros três anos de mandato de Obama, cerca de 1,18 milhão de pessoas foram deportadas, enquanto aproximadamente 800.000 deportações ocorreram durante os três anos de Trump. No último ano de seu mandato, Trump deportou mais 186.000 imigrantes ilegais, totalizando pouco menos de 1 milhão de deportações durante sua presidência.

### Campanha de 2024
The New York Times noticiou que Trump planejava "uma expansão extrema de sua repressão à imigração do primeiro mandato", incluindo "a preparação para aglutinar pessoas indocumentadas já presentes nos Estados Unidos em larga escala e detê-las em campos extensos enquanto aguardam a expulsão", o que "representa um ataque à imigração em uma escala sem precedentes na história moderna dos Estados Unidos". The New York Times também relatou que os assessores de Trump estão preparando uma estratégia 'blitz' destinada a sobrecarregar os advogados de direitos dos imigrantes, e que seus planos se baseariam em estatutos existentes, sem a necessidade de nova legislação, embora tal legislação provavelmente também venha a ser tentada.
Durante os comícios, Trump confundiu a distinção entre imigrantes legais e ilegais, prometendo deportar ambos. Em dezembro de 2023, durante a campanha, o presidente Donald Trump afirmou que os imigrantes que chegam aos Estados Unidos estão “envenenando o sangue do nosso país”, comentário que rapidamente recebeu uma repreensão de seu principal rival democrata, enquanto a campanha de Joe Biden comparou as palavras às de Adolf Hitler.
Trump afirmou que seu plano deportaria entre 15 e 20 milhões de pessoas, embora o número estimado de imigrantes ilegais seja de apenas 11 milhões. O American Immigration Council afirma que uma estimativa "altamente conservadora" do plano de Trump custaria pelo menos US$ 315 bilhões, ou US$ 967,9 bilhões em uma década, e seria inviável sem acampamentos de detenção ao ar livre de grandes proporções. Relatórios econômicos do Brookings Institution e do Peterson Institute for International Economics constataram que os planos de Trump resultariam em uma diminuição do emprego para trabalhadores nascidos nos Estados Unidos e ocasionariam "nenhum crescimento econômico durante o segundo mandato de Trump apenas com essa política" enquanto outras estimativas apontam uma contração do PIB entre 4,2% e 6,8%.
Trump também não descartou a separação de famílias com status misto de cidadania. Isso pode afetar milhões de famílias, visto que a maioria dos imigrantes ilegais reside nos EUA há mais de 16 anos.
Trump afirmou que seu plano seguiria o "modelo Eisenhower", em referência à campanha de Operação Wetback, declarando a uma plateia em Iowa: "Seguindo o modelo Eisenhower, realizaremos a maior operação doméstica de deportação da história dos Estados Unidos." Para alcançar o objetivo de deportar milhões por ano, Trump declarou sua intenção de expandir uma forma de deportação que não exige audiências de devido processo, o que seria realizado por meio das autoridades de remoção expedita do 8 U.S. Code § 1225; invocando o Alien Enemies Act presente nos Alien and Sedition Acts de 1798; e invocando o Insurrection Act of 1807 para permitir que as Forças Armadas apreendam migrantes, assim contornando o Posse Comitatus Act.
Trump realocaria agentes federais para o Serviço de Imigração e Fiscalização Aduaneira dos Estados Unidos e deputaria policiais locais e xerifes, além de agentes do Bureau of Alcohol, Tobacco, Firearms and Explosives, da Drug Enforcement Administration e soldados da Guarda Nacional voluntariados por estados controlados pelos republicanos.
Indivíduos seriam encaminhados para acampamentos massivos construídos com recursos redirecionados do orçamento militar, caso o Congresso se recusasse a apropriar os fundos necessários. As batidas do ICE seriam ampliadas para incluir operações em ambientes de trabalho e vistorias em locais públicos. Após a prisão, Stephen Miller afirmou que os imigrantes ilegais seriam levados para "grandes áreas de concentração próximas à fronteira, provavelmente no Texas", onde seriam mantidos em Internamento antes da deportação. Em um comício em setembro de 2024, Trump declarou ao público que o esforço de deportação "será uma história sangrenta." Ele também mencionou a possibilidade de reunir pessoas em situação de rua em cidades com forte presença de democratas e detê-las em acampamentos. A equipe de Trump também tentará reverter o acordo Flores que impede a detenção indefinida de crianças.

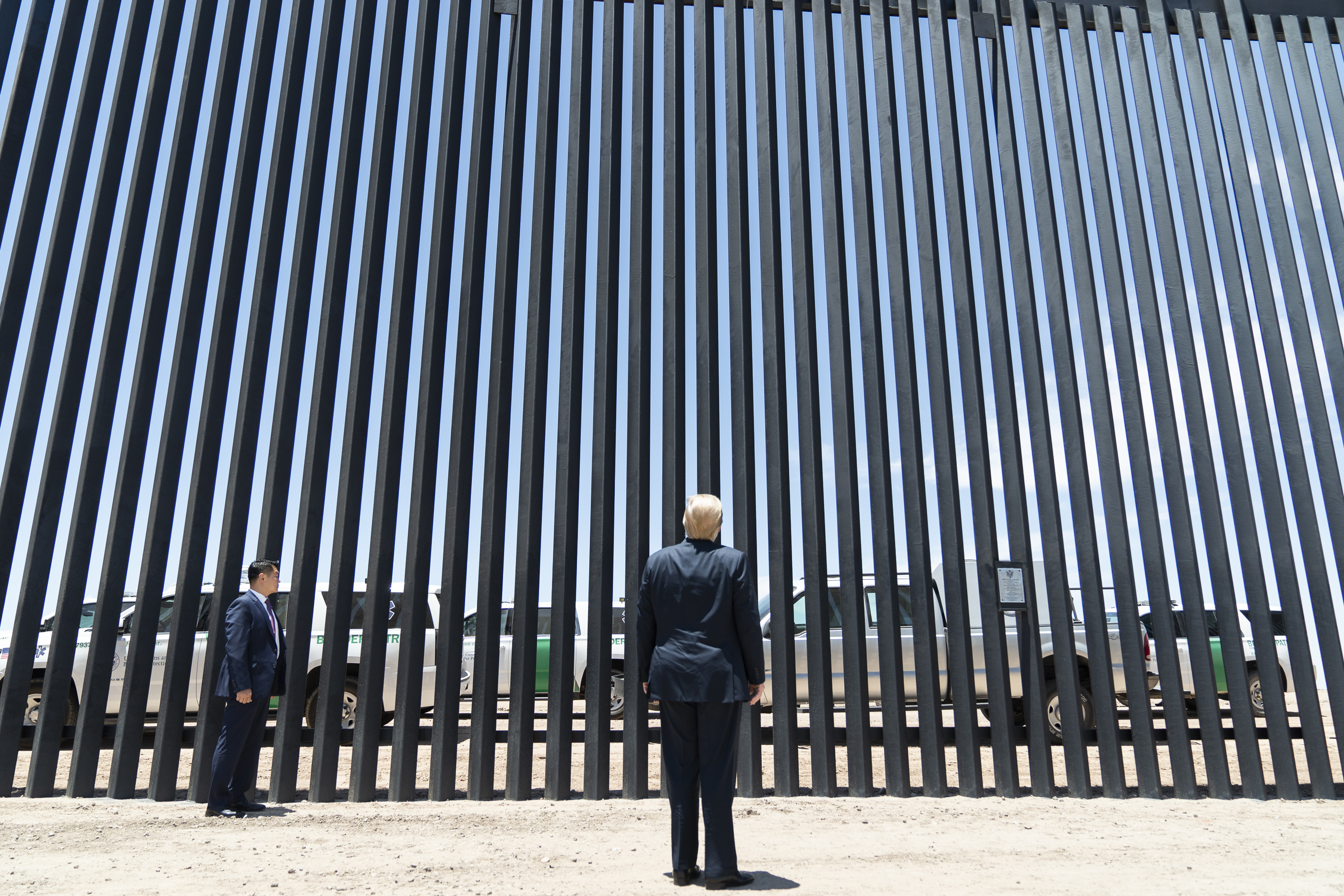
Trump prometeu concluir a construção do muro na fronteira sul durante sua campanha presidencial de 2024.

Trump prometeu reinstituir sua proibição de entrada para indivíduos de determinados países de maioria muçulmana, e fazer com que os Centers for Disease Control reimpusessem as restrições da era da COVID, sob o título 42, alegando que os migrantes transportam doenças infecciosas, como gripe, tuberculose e sarna. Trump afirmou que construiria mais do muro na fronteira, e transferiria milhares de tropas atualmente estacionadas no exterior para a fronteira sul.
Outras propostas incluem revogar o temporary protected status para indivíduos residentes nos Estados Unidos, inclusive afegãos que se mudaram para os EUA após a tomada do poder pelos talibãs em 2021 no Afeganistão, enquanto aqueles que ajudaram as forças dos EUA seriam "reavaliados" para verificar sua real colaboração; encerrar a cidadania por nascimento para bebês nascidos nos EUA de pais indocumentados; utilizar diplomacia coercitiva condicionando a cooperação em imigração para qualquer engajamento bilateral; reinstituir o programa "Remain in Mexico"; e reviver o status de "safe third country" com diversas nações da América Central, expandindo-o para a África, Ásia e América do Sul.
A campanha de Trump declarou sua intenção de expulsar os beneficiários do DACA após sua tentativa anterior ter sido barrada em 2020 por uma votação de 5–4 na Suprema Corte no caso Departamento de Segurança Interna v. Reitores da Universidade da Califórnia. A campanha de Trump não informou se reinstituirá suas antigas políticas de separação de crianças.
Em outubro de 2024, Trump propôs um plano para recrutar e reter agentes da Alfândega e Proteção de Fronteiras dos Estados Unidos; seu plano incluía um aumento salarial de 10 por cento para os agentes, bônus de retenção e assinatura de US$ 10.000, e a contratação de 10.000 novos agentes.

## Prisões

### Ações de implementação

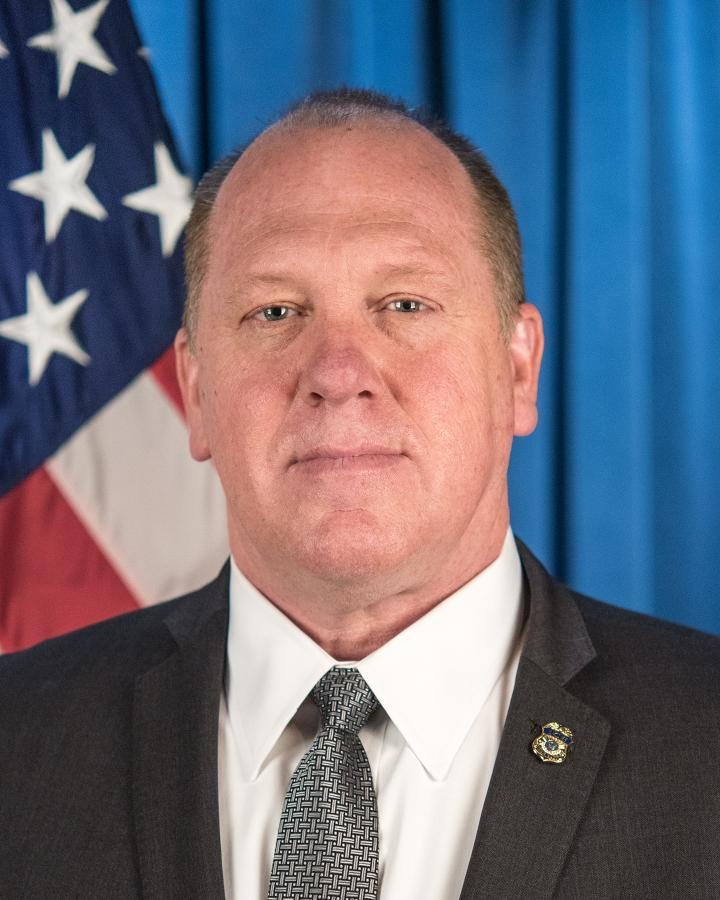
Tom Homan, o czar da fronteira de Trump

Trump estabeleceu uma meta de 1.200 a 1.500 prisões pelo ICE por dia, mas sua administração não conseguiu, em grande parte, atingir essas metas. Após sua posse em janeiro, foram registradas cerca de 800 prisões diárias pelo ICE, número que caiu para menos de 600 em fevereiro, quando o ICE deixou de publicar estatísticas diárias.
Em 19 de janeiro de 2025, The Wall Street Journal noticiou que Boston, Chicago, Denver, Los Angeles, Miami, Nova York, San Antonio e Washington, D.C. eram alvos potenciais para prisões pelo ICE.
Os governadores republicanos de 26 estados (Alabama, Alasca, Arkansas, Flórida, Geórgia, Idaho, Indiana, Iowa, Louisiana, Mississippi, Missouri, Montana, Nebraska, Nevada, New Hampshire, Dakota do Norte, Oklahoma, Ohio, Carolina do Sul, Dakota do Sul, Tennessee, Texas, Utah, Virgínia, West Virginia e Wyoming) "continuam totalmente comprometidos em apoiar os esforços da Administração Trump para deportar criminosos perigosos".
Em 22 de janeiro, o Departamento de Segurança Interna (DHS) anunciou que a administração estava revogando uma diretiva da era Obama que protegia imigrantes ilegais em áreas sensíveis, como hospitais, locais de culto, tribunais, funerais, casamentos e escolas.
Em 23 de janeiro de 2025, o DHS autorizou que agentes federais de diversas agências colaborassem na implementação das políticas de imigração de Trump. Um memorando do secretário interino de Segurança Interna, Benjamine Huffman, concedeu "as funções de um agente de imigração" a várias agências do Departamento de Justiça, incluindo a Drug Enforcement Administration, o Bureau of Alcohol, Tobacco, Firearms and Explosives e o Serviço de Delegados dos Estados Unidos. O memorando, endereçado ao procurador-geral interino, James McHenry, observou que agentes do FBI têm competência para prisões relacionadas à imigração, com base na autoridade do Título 8; essa autoridade foi, então, estendida a outras agências.
Em 23 de janeiro, ocorreram batidas de alto nível do ICE em Atlanta, Boston, Denver, Miami, Nova York, Newark, Filadélfia, Seattle e Washington, D.C., detendo 538 imigrantes ilegais. O prefeito de Newark afirmou que o ICE invadiu um estabelecimento local e deteve imigrantes ilegais, bem como cidadãos — incluindo um veterano — sem mandado. A Casa Branca afirmou que "a Administração Trump prendeu 538 criminosos imigrantes ilegais, incluindo um suspeito de terrorismo, quatro membros da gangue Tren de Aragua e vários ilegais condenados por crimes sexuais contra menores."
No final de janeiro de 2025, Huffman enviou um memorando afirmando que migrantes admitidos temporariamente pela administração Biden poderiam ser removidos.
A administração Trump emitiu uma ordem de paralisação para impedir que o Escritório de Reassentamento de Refugiados financiasse organizações que prestam serviços jurídicos a menores desacompanhados que entram nos Estados Unidos; a Mother Jones afirmou que a ordem interrompe a representação legal para 25.000 menores migrantes e programas de educação sobre direitos para outros 100.000.

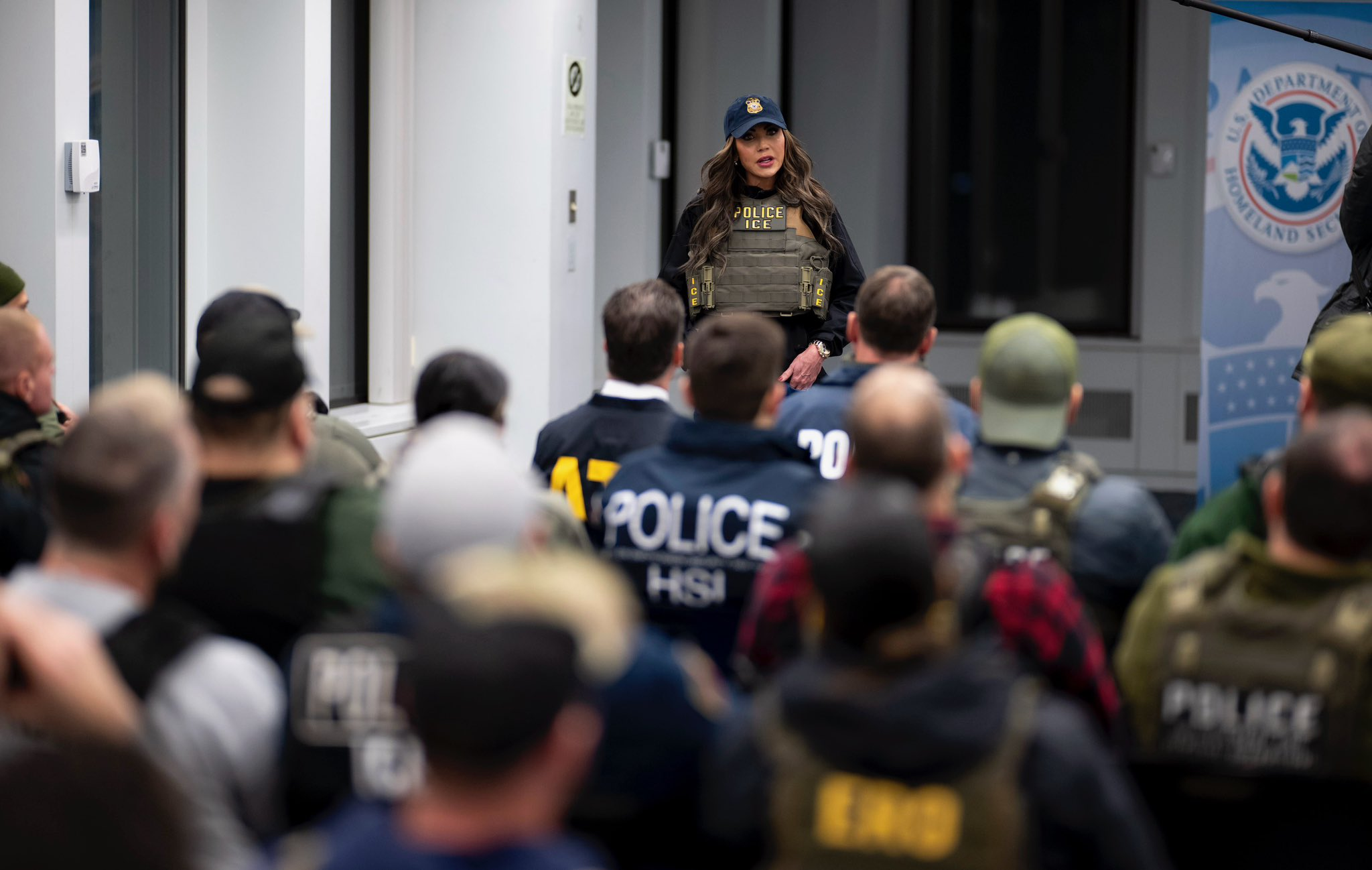
Secretária de Segurança Interna dos Estados Unidos Kristi Noem falando com agentes durante uma batida do ICE, 2025

Na madrugada de 28 de janeiro de 2025, a Secretária de Segurança Interna dos Estados Unidos, Kristi Noem, juntou-se a diversas agências federais, incluindo o ICE, para liderar uma batida contra imigrantes ilegais em Nova York. Seu departamento publicou um vídeo da operação no Twitter, no qual se observava uma aparente prisão, confirmando posteriormente que o suspeito estava sob custódia por acusações de sequestro, agressão e arrombamento, com um mandado pendente no Colorado.
Funcionários do ICE informaram, no início de março de 2025, que 32.809 prisões foram efetuadas entre 20 de janeiro e 10 de março de 2025. Eles também acusaram a administração Biden de inflacionar as estatísticas de prisões.

### Campanha na mídia
Diante do número relativamente baixo de prisões e deportações pelo ICE, a administração Trump procurou inflar a presença das deportações na mídia, por exemplo, postando imagens de deportados algemados nas redes sociais, manipulando buscas no Google ao atualizar carimbos de data de antigos comunicados do ICE e permitindo que celebridades como Dr. Phil acompanhassem as batidas.
Em fevereiro de 2025, a Casa Branca publicou um vídeo nas redes sociais mostrando imigrantes algemados sendo preparados para um voo de deportação, juntamente com imagens de um conjunto de algemas e correntes tilintando ao serem retiradas de uma cesta e dispostas no pátio do aeroporto, ao lado de outros. O vídeo foi legendado como "ASMR: Voo de Deportação de Imigrantes Ilegais" e foi compartilhado pelo escritório do ICE em Seattle, com uma legenda diferente. As reações variaram, com alguns aplaudindo as ações mostradas e outros classificando o vídeo como repugnante e desumanizante.

### Características dos detidos
A NBC News informou que o número de detidos pelo ICE aumentou de 39.238 para 41.169 nas duas primeiras semanas de fevereiro de 2025. Segundo o relatório, quase todos os 4.422 novos detidos eram homens, com apenas 22 mulheres. O relatório indicou que 41% dos novos detidos não enfrentavam acusações criminais, comparado a 28% sob a administração Biden. Também foi observado que o ICE possui capacidade para deter 41.500 pessoas, e novas instalações estão sendo buscadas tanto nos Estados Unidos quanto na Baía de Guantánamo.

### Crianças
Em fevereiro de 2025, a Reuters informou que o ICE planejava localizar mais de 600.000 pessoas que entraram nos EUA na infância sem a companhia dos pais, algumas das quais já não eram mais crianças e outras que se reuniram e passaram a viver com seus responsáveis, para deportá-las – caso já houvesse ordem de deportação – ou para notificá-las a comparecer ao tribunal de imigração. Em 6 de março de 2025, o ICE começou a deter pais migrantes e crianças juntos em uma instalação de detenção no Texas. O primeiro grupo continha 3 crianças menores.

## Deportação
Foram deportadas 37.660 pessoas no primeiro mês de mandato de Trump, incluindo remoções e repatriações, número bem inferior à média mensal de 57.000 deportações sob Biden em 2024.

### Voos
Os Estados Unidos não podem enviar voos de deportação para outros países de forma unilateral; é necessário que haja um acordo estabelecido com cada nação para aceitar os voos, e que existam laços diplomáticos. Alguns países se recusaram, em sua maioria, a aceitar esses voos, como a China e Cuba, além da recusa de países com os quais os EUA não mantêm laços diplomáticos, como a Venezuela. Historicamente, o ICE utilizou algemas e correntes para retornar os deportados, o que era apresentado como medida de proteção; contudo, desde o início dos voos de deportação de 2025, diversos países levantaram questões quanto ao uso de algemas e correntes.

#### Colômbia
Em 26 de janeiro de 2025, o presidente colombiano, Gustavo Petro, impediu que dois aviões militares dos EUA, transportando nacionais colombianos deportados, aterrissassem no país, solicitando que os deportados fossem "tratados com dignidade" e enviados à Colômbia em aeronaves civis. Trump e Petro ameaçaram um ao outro com tarifas. Mais tarde naquele dia, autoridades norte-americanas garantiram aos oficiais colombianos que os deportados não seriam algemados nem fotografados a bordo dos voos após o retorno, e que seriam escoltados por agentes do Departamento de Segurança Interna, em vez de militares.

#### Costa Rica
Na noite de 20 de fevereiro de 2025, 135 migrantes provenientes de países da Europa Oriental, incluindo 65 crianças, chegaram à Costa Rica. As autoridades locais os embarcaram imediatamente em ônibus para uma viagem de seis horas até um centro de atendimento temporário para migrantes próximo à fronteira com o Panamá. O centro é uma antiga instalação de produtos de madeira que foi amplamente reformada em 2017. Segundo relatos, os EUA arcariam com o custo do transporte, enquanto a OIM prestaria assistência para eventuais migrações posteriores.
O escritório do defensor independente dos habitantes da Costa Rica reuniu-se com os migrantes, entrevistou-os e emitiu um relatório detalhando problemas em seu tratamento. O defensor afirmou que os migrantes chegaram em "desconforto visível" e desconheciam seu destino após deixarem os EUA; que não lhes foi permitido contatar parentes no exterior; que tiveram seus documentos de identidade apreendidos; e que não receberam os devidos serviços médicos ou de outra natureza na chegada. O ministro da Segurança da Costa Rica, Mario Zamora, declarou que os migrantes receberam cuidados adequados ao chegar ao centro de atendimento temporário, afirmando que o relatório do defensor se baseava em contato limitado com os migrantes no aeroporto, alegação que o defensor contestou.
Anteriormente, o presidente da Costa Rica, Rodrigo Chaves, afirmou que o país estava recebendo migrantes dos EUA porque estava "ajudando o irmão economicamente poderoso do norte que, se impor um imposto às zonas de livre comércio, nos arruinará."

#### El Salvador
A segunda administração Trump continuou a deportação de migrantes salvadorenhos para seu país de origem, mantendo a política iniciada pela administração Biden. Em 2024, em média, dez voos de deportação por mês chegavam a El Salvador vindos dos EUA. No início de fevereiro de 2025, um oficial do governo salvadorenho afirmou que não houve deportações em massa dos EUA para El Salvador.
Em 16 de março de 2025, voos de deportação transportando mais de 260 migrantes da Venezuela, supostamente membros de gangues, chegaram a El Salvador, onde os migrantes foram detidos no Centro de Confinamento do Terrorismo (CECOT). Nem os governos dos EUA nem o de El Salvador apresentaram evidências imediatas de que os deportados haviam sido acusados de crimes ou possuíam conexões com gangues. O juiz distrital norte-americano, James Boasberg, determinou que quaisquer aviões no ar transportando indivíduos abrangidos por sua ordem fossem redirecionados para retornar aos EUA. A administração Trump permitiu que os voos prosseguissem, possivelmente violando a ordem judicial.

#### Guatemala
Centenas de imigrantes ilegais foram transportados dos EUA por aeronaves militares. Um oficial de defesa afirmou que dois voos de deportação, ambos com destino à Guatemala, foram realizados naquela mesma noite, com supostamente 81 deportados. Posteriormente, autoridades guatemaltecas informaram que os voos transportaram apenas 79 indivíduos.

#### México
Em 23 de janeiro de 2025, o México negou a um avião militar dos EUA a permissão para pousar, fazendo com que o avião nunca decolasse, enquanto dois outros com destino à Guatemala conseguiram partir. Mais tarde naquela semana, a porta-voz da Casa Branca, Karoline Leavitt, tuitou que o México aceitou quatro voos de deportação em um único dia, provenientes das Operações Aéreas do ICE e de voos fretados pelo governo.

#### Panamá
Panamá concordou em receber deportados dos Estados Unidos que são originários de países para os quais os EUA não conseguem deportá-los diretamente. Esses países incluem Afeganistão, China, Irã, Paquistão e Uzbequistão. Uma vez no Panamá, passam a ser regidos pela lei panamenha e são tratados como migrantes. Vários solicitaram ser repatriados para seus países de origem. Atualmente, o Panamá abriga aqueles que não desejam ser repatriados em um campo de migrantes. Não está claro o que envolverá o processamento subsequente.
No final de fevereiro de 2025, advogados que representavam os migrantes detidos no campo panamenho expressaram preocupação pelo fato de não terem sido autorizados a se comunicar com seus clientes, os quais, segundo eles, haviam sido transportados dos Estados Unidos sem serem submetidos à triagem para asilo. O presidente panamenho, José Raúl Mulino, afirmou em coletiva de imprensa que não sabia por que os migrantes estavam sendo impedidos de contatar advogados. Em 1º de março, advogados ingressaram com uma ação contra o Panamá perante a Comissão Interamericana de Direitos Humanos (CIDH), alegando que os Estados Unidos violaram o direito de asilo do grupo, contestando a autoridade do Panamá para detê-los e solicitando ordens de emergência para que nenhum dos detidos seja deportado para seus países de origem. Esperava-se também uma ação separada contra o DHS.
Na noite de 12 de fevereiro de 2025, o primeiro de vários voos militares dos Estados Unidos transportando deportados aterrissou no Panamá. O presidente Mulino afirmou que cerca de 360 deportados/migrantes chegariam nesses voos, seriam transferidos para um campo na Darién e, posteriormente, repatriados ou encaminhados para outros países às custas dos EUA. A Organização Internacional para as Migrações (OIM) declarou estar prestando apoio a esses migrantes a pedido do Panamá, assim como o Alto Comissariado das Nações Unidas para os Refugiados.
Inicialmente, o governo panamenho confinou esses migrantes no Hotel Decapolis. Advogados e jornalistas tiveram grande dificuldade em contatá-los. Os migrantes que conseguiram se comunicar com os jornalistas afirmaram ser requerentes de asilo e que temiam perseguição ou pior se fossem retornados aos seus países de origem, embora representantes do Departamento de Segurança Interna dos EUA assegurassem que nenhum deles havia manifestado tais temores durante o processamento ou a custódia nos Estados Unidos. Os migrantes também relataram que, pelo menos, um deles tentou suicídio, enquanto outro sofreu ferimentos ao tentar fugir do confinamento.
Uma das migrantes, Artemis Ghasemzadeh, uma professora de inglês de 27 anos do Irã, afirmou que havia convertido do Islã para o Cristianismo, o que constitui crime capital no Irã. Diante do padrão de perseguição aos cristãos no Irã, Ghasemzadeh temia que ela e outros cristãos iranianos enfrentassem a pena de morte caso retornassem para lá e, por isso, não concordou em ser repatriada. Ghasemzadeh também afirmou que um soldado norte-americano, a quem ela auxiliava na tradução de informações para outros migrantes, pediu que ela não mencionasse que estavam sendo levados para o Panamá e que ela jamais foi questionada ou teve permissão para requerer asilo nos Estados Unidos. Matthew Soerens, diretor norte-americano de Mobilização Eclesiástica da World Relief, destacou que, em 2024, "30.000 dos 100.000 refugiados reassentados nos EUA eram cristãos fugindo da perseguição." Peyman Malaz, diretor operacional do PARS Equality Center, observou que "aqueles que chegam à fronteira são frequentemente os mais perseguidos e desesperados, como os cristãos iranianos".
Na noite de 18 de fevereiro, as autoridades panamenhas transferiram cerca de 170 migrantes para o campo de San Vicente, localizado a quatro horas da Cidade do Panamá, que anteriormente abrigava pessoas detidas após cruzarem o Gap do Darién. Jornalistas e advogados ainda não conseguiram contatá-los. Enquanto isso, pelo menos uma migrante, supostamente uma mulher da China, escapou do confinamento, enquanto outra mulher da Irlanda retornou voluntariamente para lá. Em 28 de fevereiro de 2025, havia 9 convertidos cristãos iranianos adicionais, incluindo três crianças, detidos no campo. Nenhum deles concordou em ser repatriado para o Irã.
Políticos e comentaristas panamenhos levantaram objeções a essas operações, afirmando que elas contrariavam a legislação panamenha e o direito internacional, e que o Panamá não deveria se tornar "o Guantánamo da América Central".
Em 8 de março de 2025, o Panamá liberou 112 migrantes do campo de San Vicente, concedeu-lhes autorizações para permanecer no país por 30 dias (renováveis por mais 60 dias) e os transportou de ônibus para a Cidade do Panamá. Ao serem liberados, os migrantes relataram condições precárias no campo de San Vicente, incluindo acesso limitado a tratamento médico; comunicação restrita com familiares, representantes legais e jornalistas; e falta de informações sobre seu status e possíveis destinos subsequentes. Vários migrantes com possíveis pedidos de asilo afirmaram que tais reivindicações não haviam sido consideradas e que as autoridades panamenhas lhes informaram "não aceitamos asilo". Os representantes legais dos migrantes expressaram preocupação de que a medida fosse uma tentativa do Panamá de se eximir da responsabilidade pelos indivíduos enviados pelos EUA e de influenciar o desfecho do caso perante a CIDH.

#### Uso da Baía de Guantánamo
Em 29 de janeiro de 2025, Trump ordenou a preparação do Campo de Detenção da Baía de Guantánamo para abrigar dezenas de milhares de migrantes.
Em menos de um mês, centenas de migrantes foram transferidos para Guantánamo. A maioria deles foi rapidamente encaminhada para outros destinos, incluindo 177 venezuelanos que chegaram à Venezuela em 20 de fevereiro, após terem sido mantidos em Guantánamo.
Em 5 de março, a NBC News noticiou que alguns membros da administração Trump estavam reavaliando a utilização de Guantánamo como centro de detenção de migrantes. Entre as razões para essa reconsideração estavam a falta de planejamento prévio para o empreendimento, os custos de transferência e detenção dos migrantes no local, as incertezas quanto a qual departamento do governo (ICE ou Defesa) seria responsável pelos migrantes, a ausência de diretrizes políticas para o apoio a instalações e serviços destinados a eles e a questionável legalidade das transferências. Fontes com conhecimento dos fatos afirmaram que, no máximo, 178 migrantes – dos quais 51 não possuíam antecedentes criminais – já foram detidos na base, sendo que a população atual contava com cerca de 20 pessoas. Uma delegação bipartidária do Congresso que estava programada para viajar até Guantánamo foi cancelada pelo Secretário de Defesa dos Estados Unidos, Pete Hegseth, mas não havia sido reagendada até a data da reportagem.
Em 13 de março, um porta-voz do Comando Sul dos Estados Unidos confirmou que, naquele momento, nenhum migrante estava sendo detido em Guantánamo.

## Impacto

### Comunidades de migrantes
Segundo o veículo de notícias brasileiro g1, imigrantes brasileiros indocumentados que vivem nos EUA relatam que estão faltando ao trabalho e deixando de enviar seus filhos à escola por temor de prisão. Eles também utilizam aplicativos de mensagens, como o WhatsApp, para compartilhar informações em tempo real sobre os movimentos do ICE. Em alguns casos, isso levou ao pânico devido a informações falsas, como a de drones do ICE sobrevoando bairros. Organizações sociais, como o Brazilian Worker Center de Boston, promoveram encontros informativos onde os imigrantes podem aprender sobre seus direitos e providenciar documentos de guarda para seus filhos, caso os pais sejam deportados. Muitos desses encontros são realizados online, pois as pessoas têm receio de sair de suas casas.
Uma menina de 11 anos, em Gainesville, Texas, chamada Jocelyn Carranza, cometeu suicídio após estudantes de sua escola iniciarem um boato de que o ICE deportaria sua família.

### Educação
Alguns distritos escolares, como os da Califórnia, Nova York, Geórgia e Illinois, já emitiram diretrizes amplas determinando que professores, funcionários e a administração das escolas não deveriam obedecer aos agentes do ICE nem permitir sua entrada nas dependências escolares, a menos que estes apresentassem um mandado judicial válido. Várias escolas relataram que pais e responsáveis ligaram logo após a posse expressando preocupação de que agentes do ICE pudessem ter acesso aos estabelecimentos escolares. Um artigo da WBTV relatou que, em 5 de março, estudantes da Monroe High School, localizada em Monroe, na Carolina do Norte, saíram em protesto contra as invasões do ICE em escolas para demonstrar apoio aos colegas.

### Econômico
O Conselho Americano de Imigração estimou que o custo para realizar um milhão de deportações seria de US\$ 967,9 bilhões em gastos do governo federal ao longo de uma década.
Logo após Trump assumir a presidência em janeiro de 2025, rumores de deportações em massa e temores de um aumento nas operações do ICE impactaram o setor agrícola, com uma queda significativa no número de trabalhadores rurais que compareceram ao trabalho no dia seguinte à posse.
Após o anúncio de que Trump utilizaria aviões militares para deportar indivíduos, estimou-se que cada voo custava mais de US\$ 850.000, e que cada um dos recentes voos de deportação transportava cerca de 80 pessoas.
Os setores de construção, manufatura, agricultura, serviços e creches estão entre aqueles que empregam grande número de imigrantes ilegais. Adam Tooze afirmou que as deportações planejadas causariam “uma série de choques em cascata para uma grande parte da economia dos EUA” e afetariam também pessoas de outros setores, elevando os preços. Manuel Cunha Jr., presidente da Nisei Farmers League, na Califórnia, declarou: “Se você tirasse minha força de trabalho, não haveria como se alimentar. ... O país vai parar, parar de verdade, porque o sistema alimentar não vai funcionar.” A falta de creches também levaria algumas pessoas a deixarem o mercado de trabalho.

### Saúde
Após a divulgação de que o ICE poderia prender pessoas em hospitais, estabelecimentos em Washington e na Geórgia orientaram suas equipes a acionar seguranças ou supervisores caso fossem questionados pelo ICE. Os estados do Texas e da Flórida exigiram que as unidades de saúde “perguntassem o status migratório dos pacientes e contabilizassem o custo, para os cofres públicos, de se prestar atendimento a imigrantes que vivem nos EUA sem autorização.”

### Falsificação de identidade
Em fevereiro de 2025, foi noticiado que a polícia havia prendido indivíduos, em pelo menos três estados, supostamente por se passarem por agentes do ICE, durante o aumento das deportações. Sean-Michael Johnson foi preso na Carolina do Sul e acusado de sequestro e de se passar por policial, depois de, supostamente, deter um grupo de homens latinos – sendo registrado por um deles afirmando: “De onde você é, México? Você é do México? Você está indo de volta para o México!”. Na Carolina do Norte, Carl Thomas Bennett foi detido por se passar por um agente do ICE e por agredir sexualmente uma mulher, ameaçando deportá-la caso ela não colaborasse. Um estudante da Temple foi acusado por integrar um grupo de alunos que, usando camisetas estampadas com “Police” e “ICE”, tentou adentrar um dormitório e, em seguida, passou a causar tumulto em um comércio local na Pensilvânia.

### Sobre os nativos americanos
Em 23 de janeiro de 2025, líderes tribais da nação Navajo, no Arizona, relataram ter recebido ligações e mensagens de texto de navajos que vivem em áreas urbanas e que foram parados, questionados ou detidos pelo ICE, o que motivou uma discussão detalhada sobre o assunto durante uma reunião do Comitê Naabik’íyáti’. A senadora estadual Theresa Hatathlie – representante da 6ª circunscrição legislativa do Arizona – participou da reunião do comitê e apresentou seu relato em navajo. Hatathlie informou ao Conselho que recebeu uma ligação sobre um caso envolvendo oito cidadãos navajos que foram detidos por horas, sem acesso a telefones celulares ou meios para contatar suas famílias ou tribos.
April Ignacio, que cresceu e reside na Nação Tohono Oʼodham (cujos territórios se estendem por ambos os lados da fronteira entre Arizona e México e onde a Alfândega e Proteção de Fronteiras dos EUA mantém presença há décadas), afirmou que as novas políticas da administração Trump estão mirando as comunidades tribais “de maneiras novas e chocantes”, o que chamará a atenção para essas comunidades e estimulará respostas tribais.
Após um juiz federal em Seattle bloquear temporariamente a ordem executiva para acabar com a cidadania por nascimento de Trump, o Departamento de Justiça dos Estados Unidos argumentou em tribunal, em defesa da constitucionalidade da ordem, que os nativos americanos não teriam direito à cidadania por nascimento, conforme o Décima Quarta Emenda à Constituição dos Estados Unidos, por não serem “sujeitos à jurisdição” dos Estados Unidos, com base no caso de 1884 Elk v. Wilkins. Assim, crianças de imigrantes ilegais ou visitantes temporários também não teriam esse direito. Contudo, o Departamento ignorou a Lei da Cidadania Indiana, aprovada pelo Congresso em 1924, que concedeu a cidadania por nascimento aos nativos americanos.

## Questões jurídicas
Em 25 de janeiro, foi noticiado que alguns grupos de defesa dos direitos dos imigrantes em Chicago moveram uma ação federal contra a administração Trump e seus planos de deportação, alegando que a segmentação específica de cidades-santuário, como Chicago, violava a Constituição dos EUA. A diretora executiva da Raise the Floor Alliance, Sophia Zaman, afirmou que os motivos das investidas seriam retaliações da administração Trump contra as políticas das cidades.
Logo após o anúncio da revogação de uma diretiva da era Obama que protegia imigrantes de áreas sensíveis, como hospitais, locais de culto e escolas, uma coalizão de Quakers entrou com uma ação contra a administração Trump para barrar as incursões do ICE em casas de culto. A coalizão reuniu o Philadelphia Yearly Meeting, o New England Yearly Meeting, o Baltimore Yearly Meeting, o Adelphi Friends Meeting e o Richmond Friends Meeting. Os quakers argumentaram que a prática do culto comunitário seria prejudicada de maneira única pela possibilidade de prisões ou buscas relacionadas à imigração, já que o culto geralmente envolve a reunião de várias pessoas em silêncio para aguardar uma mensagem de Deus.
Em 11 de fevereiro de 2025, uma coalizão de mais de duas dúzias de denominações cristãs e judaicas processou o Departamento de Segurança Interna e outros envolvidos por sua decisão de permitir que agentes do ICE invadissem casas de culto para realizar prisões. Os grupos afirmam que tais investidas violarão seus direitos de liberdade religiosa, garantidos pela Primeira Emenda à Constituição dos Estados Unidos. O caso foi ajuizado no Tribunal Distrital dos Estados Unidos para o Distrito de Colúmbia.

## Protestos

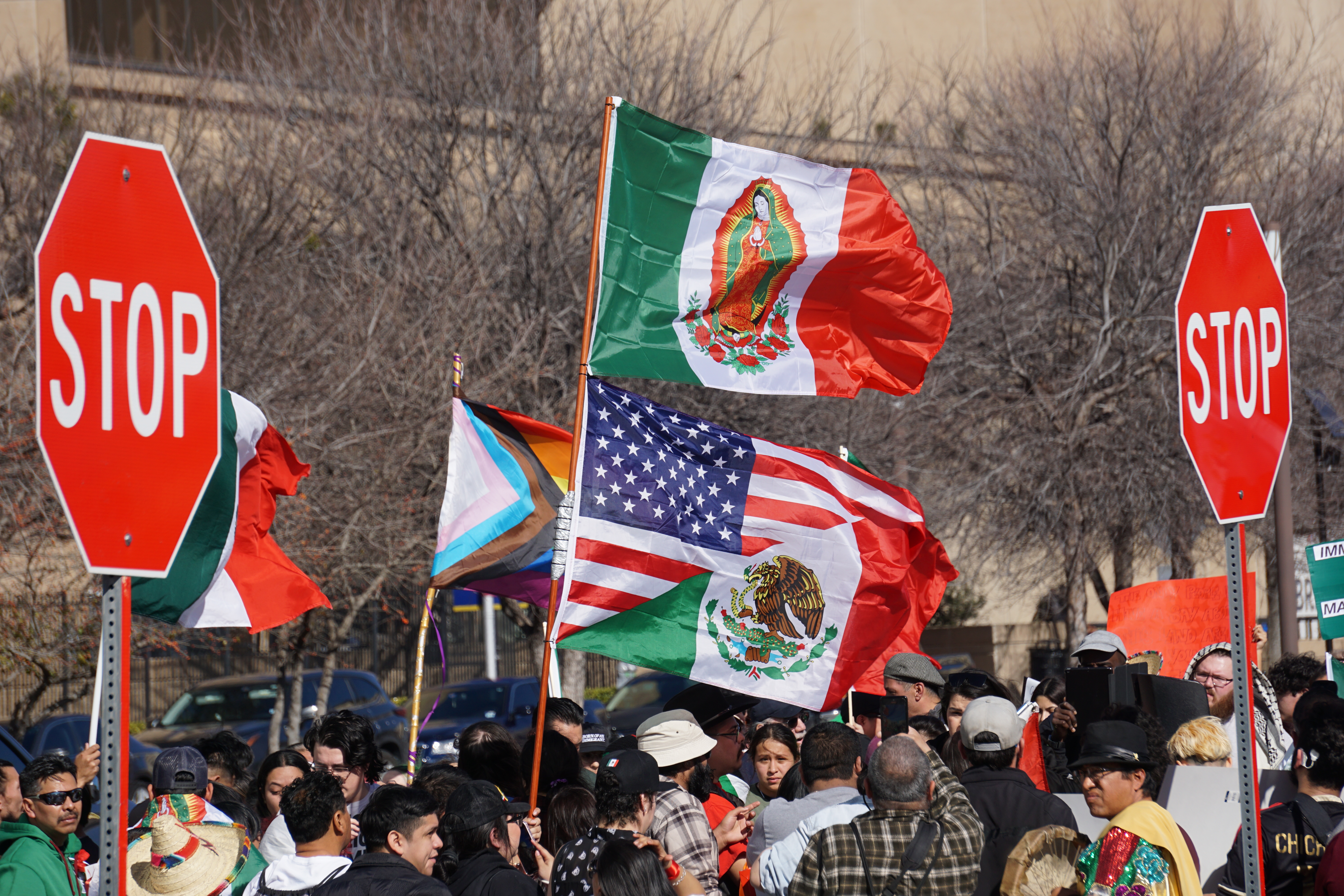
Protesto contra a deportação em massa em Dallas, 2 de fevereiro de 2025

Manifestaram-se, em todo o país, protestos contra o endurecimento das políticas de fiscalização da imigração sob a administração Trump e o aumento das operações do ICE. As manifestações ocorreram no Texas, na Califórnia, no Alabama, na Carolina do Sul, e em Indiana, principalmente em áreas metropolitanas como Los Angeles. Um protesto realizado em Charleston, na Carolina do Sul, resultou na prisão e detenção de sete manifestantes por se reunirem em grupo com mais de 25 pessoas sem autorização.